# Ніколае Нягоє
Ніколае Нягоє (рум. Nicolae Neagoe, 2 серпня 1941, Сіная — 29 квітня 2023) — румунський бобслеїст, розганяючий, виступав за збірну Румунії в кінці 1960-х років. Брав участь у зимових Олімпійських іграх у 1968 році, де разом в складі екіпажа Йона Панцури став бронзовим призером. Чемпіон Європи.